# 1906년 중간 올림픽 레슬링
1906년 하계 올림픽 레슬링은 그리스 아테네에서 개최된 1906년 중간 올림픽의 경기 종목이다. 11개국에서 36명의 선수가 참가하였으며, 4개 세부 종목으로 진행되었다.

## 경기장
| 도시   | 경기장              | 원어명             | 로마자               | 비고    |
| ------ | ------------------- | ------------------ | -------------------- | ------- |
| 아테네 | 파나티나이코 경기장 | Παναθηναϊκό στάδιο | Panathinaiko Stadium | 전 경기 |

## 참가국
| - 그리스 (9명) - 덴마크 (3명) - 독일 (2명) - 미국 (2명) - 벨기에 (3명) - 보헤미아 (2명) | - 오스트리아 (8명) - 이집트 (1명) - 프랑스 (2명) - 핀란드 (1명) - 헝가리 (3명) |

## 메달 집계

### 최종 순위
| 순위 | 국가       | 금메달 | 은메달 | 동메달 | 합계 |
| ---- | ---------- | ------ | ------ | ------ | ---- |
| 1    | 덴마크     | 2      | 1      | 1      | 4    |
| 2    | 오스트리아 | 1      | 2      | 1      | 4    |
| 3    | 핀란드     | 1      | 1      | 0      | 2    |
| 4    | 벨기에     | 0      | 0      | 1      | 1    |
| 4    | 헝가리     | 0      | 0      | 1      | 1    |
| 합계 | 합계       | 4      | 4      | 4      | 12   |

### 메달리스트
| 종목                              | 금                          | 은                             | 동                       |
| --------------------------------- | --------------------------- | ------------------------------ | ------------------------ |
| 남자 그레코로만형 라이트급 자세히 | 루돌프 발츨 · 오스트리아    | 카를 카를센 · 덴마크           | 홀루반 페렌츠 · 헝가리   |
| 남자 그레코로만형 미들급 자세히   | 베르네르 베크만 · 핀란드    | 루돌프 린트마이어 · 오스트리아 | 로베르 베렌스 · 덴마크   |
| 남자 그레코로만형 헤비급 자세히   | 쇠렌 마리누스 옌센 · 덴마크 | 헨리 바우어 · 오스트리아       | 마르셀 뒤부아 · 벨기에   |
| 남자 그레코로만형 무체한급 자세히 | 쇠렌 마리누스 옌센 · 덴마크 | 베르네르 베크만 · 핀란드       | 루돌프 발츨 · 오스트리아 |

## 참고 자료
- (영어) “Wrestling at the 1906 Athina Summer Games”. sports-reference.com. 2012년 1월 30일에 원본 문서에서 보존된 문서. 2010년 10월 16일에 확인함.
- (영어) De Wael, Herman. “Herman's Full Olympians: "Wrestling 1906".”. 2005년 2월 26일에 원본 문서에서 보존된 문서. 2010년 10월 16일에 확인함.

| 올림픽 레슬링     |                                       |           |
| 이전 대회         | 1906년 중간 올림픽 레슬링 아테네 1906 | 다음 대회 |
| 세인트루이스 1904 | 1906년 중간 올림픽 레슬링 아테네 1906 | 런던 1908 |